# Caporalino Monte Sant Angelo di Lano-Pianu Maggiore
Caporalino Monte Sant Angelo di Lano-Pianu Maggiore este o arie protejată (sit de importanță comunitară — SCI) din Franța întinsă pe o suprafață de 1.144 ha, integral pe uscat.

## Localizare
Centrul sitului Caporalino Monte Sant Angelo di Lano-Pianu Maggiore este situat la coordonatele 42°22′42″N 9°12′34″E / 42.37833°N 9.20944°E.

## Înființare
Situl Caporalino Monte Sant Angelo di Lano-Pianu Maggiore a fost declarat arie specială de conservare în baza directivei 92/43 din 1992 referitoare la conservarea habitatelor naturale și a faunei și florei sălbatice pentru a proteja 1 specie de plante și 10 specii de animale.

## Biodiversitate
Situată în ecoregiunea mediteraneană, aria protejată conține 11 habitate naturale: Formațiuni stabile xerotermofile de Buxus sempervirens pe pante stâncoase (Berberidion p.p.), Păduri de Quercus ilex și Quercus rotundifolia, Matorral arborescenți cu Juniperus spp., Păduri de pin mediteraneene cu pini mezogeni endemici, Galerii de Salix alba și de Populus alba, Păduri de Castanea sativa, Pante stâncoase calcaroase cu vegetație casmofită, Pante stâncoase silicioase cu vegetație casmofită, Peșteri inaccesibile publicului, Păduri de Ilex aquifolium, Lande oro-mediteraneene cu formațiuni endemice de grozamă.
La baza desemnării sitului se află mai multe specii protejate:
- plante (1): Brassica insularis
- mamifere (7): liliac cârn (Barbastella barbastellus), liliac cu aripi lungi (Miniopterus schreibersii), liliac cu picioare lungi (Myotis capaccinii), liliac cărămiziu (Myotis emarginatus), liliacul mediteranean cu potcoavă (Rhinolophus euryale), liliacul mare cu potcoavă (Rhinolophus ferrumequinum), liliacul mic cu potcoavă (Rhinolophus hipposideros)
- nevertebrate (1): Papilio hospiton
- reptile (2): Euleptes europaea, țestoasă bănățeană (Testudo hermanni)

Pe lângă speciile protejate, pe teritoriul sitului au mai fost identificate 9 specii de plante, 2 specii de amfibieni, 6 specii de mamifere, 2 specii de nevertebrate, 3 specii de reptile.